# Ucieczka McKenzie
Ucieczka McKenzie (ang. The McKenzie Break) – brytyjski dramat wojenny z 1970 roku w reżyserii Lamonta Johnsona. Film inspirowany autentycznymi wydarzeniami. Zdjęcia kręcono w hrabstwach Waterford i Wicklow w Irlandii.

## Opis fabuły
Koniec II wojny światowej. W obozie jenieckim na północy Wielkiej Brytanii wybucha bunt niemieckich więźniów. Są doskonale zorganizowani i dowodzeni przez podwodniaka kpt. Schlütera. Do stłumienia buntu brytyjskie władze wojskowe kierują oficera wywiadu kpt. Connora. Na miejscu odkrywa on, że za buntem kryją się staranne przygotowania do ucieczki ponad 20-tu marynarzy okrętów podwodnych, którzy chcą przedostać się do Niemiec. Schlüter jest jednak wysokiej klasy przeciwnikiem – despotyczny i bezwzględny, nie wahający się nawet mordować własnych współtowarzyszy, myli czujność Connora oraz komendanta obozu i wraz z grupą innych podwodniaków ucieka z lagru. Nie wykryci przez pościg zbiegowie docierają nad morze, gdzie oczekuje na nich przysłany z Niemiec okręt podwodny. W momencie zaokrętowania, zbiegowie zostają w końcu wykryci przez patrolującego wybrzeże z samolotu Connora. Części Niemców udaje się dotrzeć do U-Boota, jednak okręt zmuszony jest zanurzyć się, uciekając przed zbliżającym się brytyjskim patrolowcem, wezwanym przez kpt. Connora. Płynący w ostatnim pontonie Schlüter wpada w ręce ścigających go Brytyjczyków. Dla obydwu rywali sukces jest połowiczny.  

## Obsada aktorska
- Brian Keith – kpt. Jack Connor
- Helmut Griem – kpt. Willi Schlüter
- Patrick O'Connell – sierż. Cox
- John Abineri – kpt. Kranz
- Alexander Allerson – por. Wolff
- Horst Janson – por. Neuchl
- Jack Watson – gen. Kerr
- Ian Hendry – mjr Perry (komendant obozu)
- Gregg Palmer – por. Berger
- Mary Larkin – kpr. Jean Watt
- Caroline Mortimer – sierż. Bell
- Eric Allan – por. Hochbauer
- Constantine Gregory – por. Hall
- Joe Pilkington – policjant

i inni.